# Английский пот

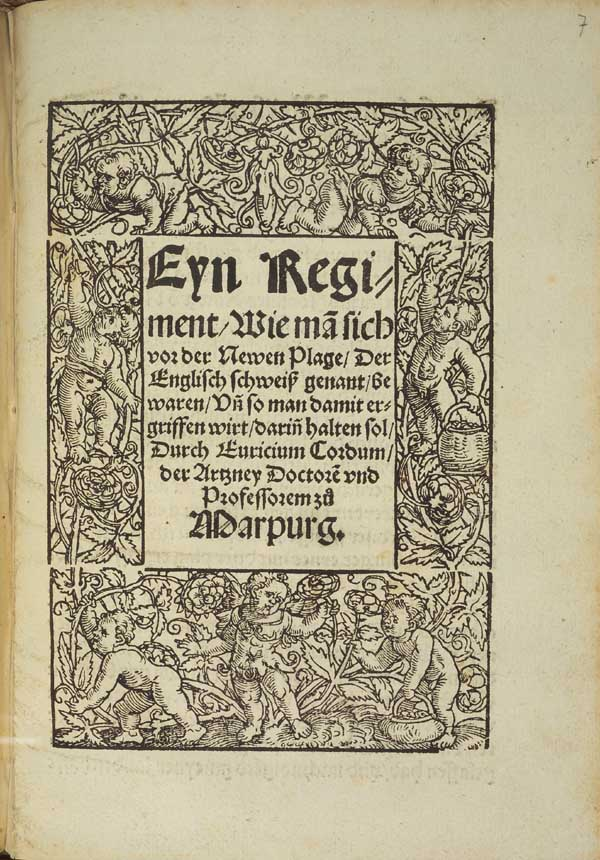
Немецкий трактат о «новой чуме — английском поте», изданный Эврицием Кордом (Генрихом Ритце) в 1529 году

Английский пот, или английская потливая горячка (лат. sudor anglicus, англ. sweating sickness) — инфекционная болезнь неясной этиологии, часто заканчивавшаяся смертельным исходом в течение одного дня с момента появления первых симптомов, несколько раз посещавшая Европу (прежде всего тюдоровскую Англию) в 1485—1551 годах.

## Эпидемии
«Английский пот» имел, скорее всего, неанглийское происхождение и пришёл в Англию вместе с династией Тюдоров. В августе 1485 года живший в Бретани Генрих Тюдор, граф Ричмонд, высадился в Уэльсе, победил в битве при Босворте Ричарда III, вступил в Лондон и стал королём Генрихом VII. За его войском, состоявшим в основном из французских и бретонских наёмников, по пятам шла болезнь. За две недели между высадкой Генриха 7 августа и битвой при Босворте 22 августа она уже успела проявиться. В Лондоне за месяц (сентябрь — октябрь) от неё умерло несколько тысяч человек. Затем эпидемия утихла. Народ воспринимал её как дурное предзнаменование для Генриха VII: «ему суждено править в муках, знамением тому была потливая болезнь в начале его правления».
В 1492 году болезнь пришла в Ирландию как «английская чума» (ирл. pláigh allais), хотя ряд исследователей утверждает (ссылаясь на отсутствие указаний на пот как симптом в источниках), что это был тиф.
В 1507 и в 1517 годах болезнь вспыхивала вновь по всей стране: в университетских Оксфорде и Кембридже умерла половина населения. Примерно в это же время английский пот проникает и на континент, в Кале (тогда ещё английское владение) и Антверпен, но пока это были только локальные вспышки.
В мае 1528 года болезнь явилась в Лондоне в четвёртый раз и свирепствовала по всей стране; сам Генрих VIII был вынужден распустить двор и покинуть столицу, часто меняя резиденцию. На сей раз болезнь серьёзно перекинулась на континент, появившись сначала в Гамбурге, затем дошла до Швейцарии, через всю Священную Римскую империю распространилась на восток в Польшу, Литву и Новгород и на север в Норвегию и Швецию. Обычно везде эпидемия продолжалась не больше двух недель. Франция и Италия остались незатронутыми ею. К концу года пот исчез везде, кроме востока Швейцарии, где он держался до следующего года.
Последняя вспышка произошла в Англии в 1551 году. Известный врач Джон Кайус как свидетель описал её в особой книге: A Boke or Counseill Against the Disease Commonly Called the Sweate, or Sweatyng Sicknesse.
В XVIII—XIX веках во Франции появлялась подобная болезнь, известная как «пикардийский пот», но это была иная болезнь, поскольку, в отличие от английского пота, сопровождалась сыпью.

## Высокопоставленные жертвы
Среди жертв первой вспышки в 1485 году было двое лорд-мэров Лондона, шестеро олдерменов и трое шерифов.
Несколько раз болезнь поражала людей, близких к королевской семье Тюдоров. Возможно, от неё умер Артур, принц Уэльский, старший сын Генриха VII, в 1502 году. Считается, что будущая (на тот момент) жена Генриха VIII Анна Болейн пережила «английский пот» и выздоровела во время эпидемии в 1528 году.
Во время последней вспышки летом 1551 года от неё умерли подававшие большие надежды 16-летний и 14-летний мальчики, Генри и Чарльз Брэндоны, дети Чарльза Брэндона, 1-го герцога Саффолка, который вторым браком был женат на дочери Генриха VII и сестре Генриха VIII Марии Тюдор (они были рождены не от неё, а от брака с Кэтрин Уиллоуби). При этом Чарльз Брэндон-младший, переживший старшего брата на час, на протяжении этого часа был пэром (3-м герцогом Саффолком).

## Симптомы и течение
Болезнь начиналась с жёсткого озноба, головокружения и головной боли, а также сильных болей в шее, плечах и конечностях. После трёх часов этой стадии начиналась горячка и сильнейший пот, жажда, учащение пульса, бред, боль в сердце. Никаких высыпаний на коже при этом не было. Характерным признаком болезни была сильная сонливость, часто предшествовавшая наступлению смерти после измождающего пота: считалось, что если человеку дать уснуть, то он уже не проснётся.
Однажды переболев потливой горячкой, человек не вырабатывал иммунитета и мог умереть от следующего приступа.
Фрэнсис Бэкон в «Истории правления Генриха VII» описывает болезнь так:

Около этого времени осенью, в конце сентября, в Лондоне и других частях королевства распространилась эпидемия болезни дотоле неизвестной, которую по её проявлениям назвали «потливым недугом». Болезнь эта была скоротечной как в каждом отдельном случае заболевания, так и в смысле длительности бедствия в целом. Если заболевший не умирал в течение двадцати четырёх часов, то благополучный исход считался почти обеспеченным. Что же до времени, прошедшего прежде чем болезнь перестала свирепствовать, то её распространение началось примерно двадцать первого сентября, а прекратилось до конца октября, — она, таким образом, не помешала ни коронации, состоявшейся в последних числах этого месяца, ни (что было ещё важнее) заседанию парламента, начавшемуся лишь через семь дней после этого. Это была чума, но, по всей видимости, не разносимая по телу кровью или соками, ибо заболевание не сопровождалось карбункулами, багровыми или синеватыми пятнами и тому подобными проявлениями заражения всего тела; все сводилось к тому, что тлетворные испарения достигали сердца и поражали жизненные центры, а это побуждало природу к усилиям, направленным на то, чтобы вывести эти испарения путём усиленного выделения пота. Опыт показывал, что тяжесть этой болезни связана скорее с внезапностью поражения, чем с неподатливостью лечению, если последнее было своевременным. Ибо, если пациента содержали при постоянной температуре, следя за тем, чтобы и одежда, и очаг, и питьё были умеренно тёплыми, и поддерживая его сердечными средствами, так чтобы ни побуждать природу теплом к излишней работе, ни подавлять её холодом, то он обычно выздоравливал. Но бесчисленное множество людей умерло от неё внезапно, прежде чем были найдены способы лечения и ухода. Эту болезнь считали не заразной, а вызываемой вредными примесями в составе воздуха, действие которых усиливалось за счёт сезонной предрасположенности; о том же говорило и её быстрое прекращение.

## Причины
Причины «английского пота» остаются загадочными. Современники (в том числе Томас Мор) и ближайшие потомки (см. выше цитату из Бэкона) связывали её с грязью и некими вредными веществами в природе. Иногда её отождествляют с возвратным тифом, который разносят клещи и вши, но источники не упоминают характерных следов укусов насекомых и возникавшего при этом раздражения. Другие авторы сближают болезнь с хантавирусом, вызывающим геморрагические лихорадки и лёгочный синдром, близкий к «английскому поту», однако он редко передаётся от человека к человеку, и такая идентификация тоже не общепризнана.
Было предпринято множество попыток установить инфекционного агента методами современной молекулярной биологии, но все попытки пока что остаются тщетными из-за недостатка материала для анализа, ДНК или РНК.